# (355) Gabriella
(355) Gabriella est un astéroïde de la ceinture principale découvert par Auguste Charlois le 20 janvier 1893 à Nice.
Il a été nommé en l'honneur de l'astronome française Gabrielle Renaudot Flammarion.